# Такамацу (княжество)

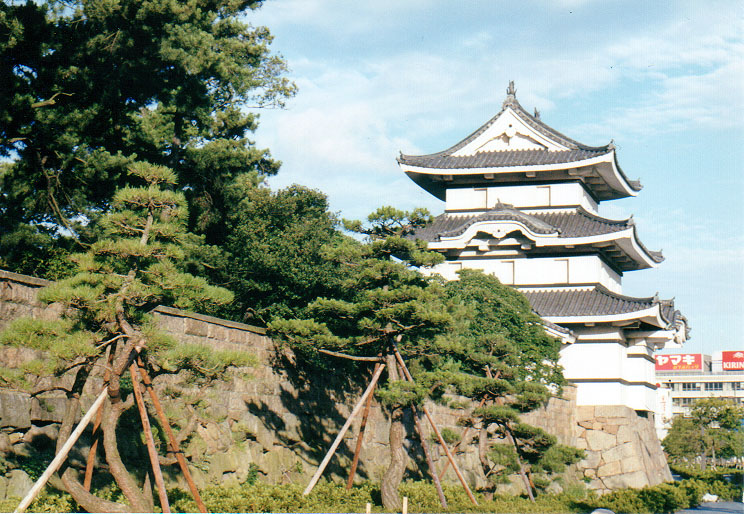
Замок Такамацу

Княжество Такамацу (яп. 高松藩 Такамацу-хан) — феодальное княжество (хан) в Японии периода Эдо (1587—1871), в провинции Сануки на острове Сикоку (современная префектура Кагава).

## Краткая история
Административный центр княжества: город Такамацу.
Доход хана:
1587—1640 годы — 173 000 коку риса
1642—1871 годы — 120 000 коку
Княжество Такамацу было основано в 1587 году, после того, как фактический правитель Японии Тоётоми Хидэёси завоевал и подчинил своей верховной власти остров Сикоку. Провинция Сануки с доходом 173 000 коку риса была передана во владение Икоме Тикамасе (1523—1603), вассалу Тоётоми Хидэёси.
В 1600 году во время генеральной битвы при Сэкигахаре Икома Тикамаса поддерживал Исиду Мицунари, а его старший сын Икома Кадзумаса сражался на стороне Токугавы Иэясу. После своей победы над Исидой Мицунари Токугава Иэясу сохранил за родом Икома его домен Такамацу на острове Сикоку. В том же 1600 году Икома Тикамаса уступил власть в княжестве своему сыну Кадзумасе. Представители рода управляли Такамацу-ханом до 1640 года, когда Икома Такатоси (1611—1659) был переведен в Ясима-хан на севере острова Хонсю. Первоначально территория княжества была разделена между правителями соседних княжеств.
В 1642 году Такамацу-хан получил во владение Мацудайра Ёрисигэ (1622—1695), сын Токугавы Ёрифусы, правителя Мито-хана, и внук первого сёгуна Токугавы Иэясу. Род Мацудайра управлял княжеством вплоть до 1871 года.
Род Мацудайра из Такамацу-хана пользовался определенной степенью влияния в сёгунате Токугава. В 1868 году во время Войны Босин военные силы Такамацу-хана воевали на стороне бакуфу против императорской армии в битве при Тоба — Фусими, но потерпели поражение. Вскоре после этого замок Такамацу сдался силами Тёсю-хана и Маругамэ-хана. Последний князь Мацудайра Ёритоси был отстранен от власти и приговорен к заключению, но позднее был освобожден.
Такамацу-хан, как и все остальные княжества, был ликвидирован в 1871 году. Территория хана была преобразована в префектуру Такамацу (яп. 香川県 Такамацу-кэн), а затем стала частью префектуры Кагава (яп. 香川県 Кагава-кэн).

## Правители княжества
- Икома (1587—1640) (тодзама-даймё)

| № | Имя             | Имя      | Годы правления | Годы жизни  | Примечания                            |
| - | --------------- | -------- | -------------- | ----------- | ------------------------------------- |
| 1 | Икома Тикамаса  | 生駒親正 | 1587 — 1600    | 1523 — 1603 | Сын самурая Икомы Тикасигэ            |
| 2 | Икома Кадзумаса | 生駒一正 | 1600 — 1610    | 1555 — 1610 | Старший сын и преемник Икомы Тикамасы |
| 3 | Икома Масатоси  | 生駒正俊 | 1610 — 1621    | 1586 — 1621 | Старший сын Икомы Кадзумасы           |
| 4 | Икома Такатоси  | 生駒高俊 | 1621 — 1640    | 1611 — 1659 | Старший сын и преемник Икомы Масатоси |

- Мацудайра (1642—1871) (симпан-даймё)

| №  | Имя                | Имя      | Годы правления | Годы жизни  | Примечания                                                                     |
| -- | ------------------ | -------- | -------------- | ----------- | ------------------------------------------------------------------------------ |
| 1  | Мацудайра Ёрисигэ  | 松平頼重 | 1642 — 1673    | 1622 — 1695 | Старший сын Токугавы Ёрифусы, даймё Мито-хана                                  |
| 2  | Мацудайра Ёрицунэ  | 松平頼常 | 1673 — 1704    | 1652 — 1704 | Сын Мацудайры Мицукуни, даймё Мито-хана, усыновлен Мацудайрой Ёрисигэ          |
| 3  | Мацудайра Ёритоё   | 松平頼豊 | 1704 — 1735    | 1680 — 1735 | Сын Мацудайрs Ёриюки (1661—1687) и внук Мацудайры Ёрисигэ, усыновлен последним |
| 4  | Мацудайра Ёритакэ  | 松平頼桓 | 1735 — 1739    | 1720 — 1739 | Внук Мацудайры Ёрисигэ, 1-го даймё Такамацу-хана, усыновлен Мацудайрой Ёритоё  |
| 5  | Мацудайра Ёритака  | 松平頼恭 | 1739 — 1771    | 1711 — 1771 | Внук Мацудайры Ёримото, 1-го даймё Нукада-хана, усыновлён Мацудайрой Ёритакэ   |
| 6  | Мацудайра Ёридзанэ | 松平頼真 | 1771 — 1780    | 1743 — 1780 | Старший сын и преемник Мацудайры Ёритаки                                       |
| 7  | Мацудайра Ёриоки   | 松平頼起 | 1780 — 1792    | 1747 — 1792 | Сын Мацудайры Ёритаки, усыновлён своим старшим братом Мацудайрой Ёридзанэ      |
| 8  | Мацудайра Ёринори  | 松平頼儀 | 1792 — 1821    | 1775 — 1829 | Старший сын Мацудайры Ёридзанэ, усыновлён своим дядей Мацудайрой Ёриоки        |
| 9  | Мацудайра Ёрихиро  | 松平頼恕 | 1821 — 1842    | 1798 — 1842 | Сын Токугавы Харутоси, 7-го даймё Мито-хана, усыновлён Мацудайрой Ёринори      |
| 10 | Мацудайра Ёританэ  | 松平頼胤 | 1842 — 1861    | 1811 — 1877 | Второй сын Мацудайры Ёринори, 8-го даймё Такамацу-хана                         |
| 11 | Мацудайра Ёритоси  | 松平頼聰 | 1861 — 1871    | 1834 — 1903 | Четвертый сын Мацудайры Ёрихиро, усыновлён Мацудайрой Ёританэ                  |